# Миккелсон, Меган
Меган Миккелсон (англ. Meaghan Mikkelson; род. 4 января 1985, Реджайна) — канадская хоккеистка. Амплуа — защитник. Двукратная Олимпийская чемпионка игр 2010 и 2014 года, двукратнаячемпионка мира, шестикратный серебряный призёр чемпионатов мира.

## Карьера
Миккелсон представляла Команду Альберты на Канадских Зимних Играх в 2003 году и её команда заняла 7-е место. Дважды взяла «золото» на Олимпийских Играх — первый раз в Ванкувере в 2010 году и второй раз в Сочи в 2014 году.

## Личная жизнь
С июня 2011 года Меган замужем за хоккеистом Скоттом Ридом, с которым она встречалась 4 года до их свадьбы. У супругов есть сын — Колдер Аллан Уильям Рид (род.27.09.2015).